# Donnan-egyensúly

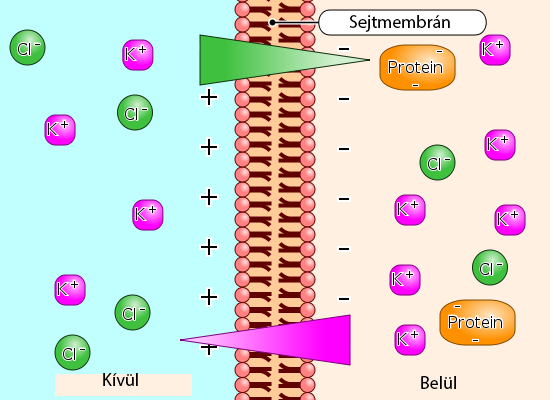
Donnan-egyensúly a sejtmembránon keresztül

A Donnan-egyensúly két, féligáteresztő (szemipermeábilis) hártyával határolt térrész között fellépő jelenség. Kialakulásáért a sejtek belsejében található nem diffúzibilis, negatív töltésű makromolekulák (pl. fehérjék, nukleinsavak) felelősek.
Nyugalmi állapotban a sejtek membránjának belső (intracelluláris) oldala - az eltérő ioneloszlás miatt - negatívabb a külső, intersticiális tértől. Ez, a nyugalmi potenciálnak nevezett érték emberben +10 és -90 mV között van. Kialakulásáért elsősorban a K+ diffúziós potenciálja felelős, illetve a Na+/K+-ATPáz. Mivel ezek a nagyméretű anionok nem jutnak át a membránon, egyenlőtlen eloszlásukkal negatív többletet jelentve az intracelluláris oldalon, hozzájárulva a nyugalmi potenciálkülönbség növeléséhez.